# Cheick Traoré
Cheick Omar Traoré (Pierrefitte-sur-Seine, 31 marzo 1995) è un calciatore francese naturalizzato maliano, difensore dell'Al-Faisaly.

## Caratteristiche tecniche
È un terzino destro.

## Carriera

### Club
Il 16 aprile 2015 ha firmato il suo primo contratto da professionista, con il Caen.
Ha esordito il 14 agosto 2015 con la maglia dell'Avranches in occasione del match di Championnat National pareggiato 0-0 contro il Les Herbiers.

### Nazionale
Il 13 ottobre 2019 fa il suo esordio in nazionale maggiore, nell'amichevole persa 2-1 contro il Sudafrica.

## Statistiche

### Cronologia presenze e reti in nazionale
| Cronologia completa delle presenze e delle reti in nazionale ― Mali | Cronologia completa delle presenze e delle reti in nazionale ― Mali | Cronologia completa delle presenze e delle reti in nazionale ― Mali | Cronologia completa delle presenze e delle reti in nazionale ― Mali | Cronologia completa delle presenze e delle reti in nazionale ― Mali | Cronologia completa delle presenze e delle reti in nazionale ― Mali | Cronologia completa delle presenze e delle reti in nazionale ― Mali | Cronologia completa delle presenze e delle reti in nazionale ― Mali |
| Data                                                                | Città                                                               | In casa                                                             | Risultato                                                           | Ospiti                                                              | Competizione                                                        | Reti                                                                | Note                                                                |
| ------------------------------------------------------------------- | ------------------------------------------------------------------- | ------------------------------------------------------------------- | ------------------------------------------------------------------- | ------------------------------------------------------------------- | ------------------------------------------------------------------- | ------------------------------------------------------------------- | ------------------------------------------------------------------- |
| 13-10-2019                                                          | Gqeberha                                                            | Sudafrica                                                           | 2 – 1                                                               | Mali                                                                | Amichevole                                                          | -                                                                   |                                                                     |
| 25-3-2022                                                           | Bamako                                                              | Mali                                                                | 0 – 1                                                               | Tunisia                                                             | Qual. Mondiali 2022                                                 | -                                                                   | 90+3’                                                               |
| Totale                                                              |                                                                     | Presenze                                                            | 2                                                                   |                                                                     | Reti                                                                | 0                                                                   |                                                                     |